# 塔剌海皇后
塔剌海（?—?），元朝人物。
氏族不详。大蒙古国薛禅汗忽必烈（元朝皇帝元世祖）的皇后（可敦、哈屯，汉译皇后）。元朝的后妃只有两等，汉人称之为皇后与妃子。元世祖以后只有得到策宝的皇后才算正宫皇后。《元史》、《新元史》记载的忽必烈的第三斡儿朵的皇后，没有生下子女。忽必烈只有第二斡儿朵的察必皇后、南必皇后两位皇后，先后得到皇后册宝。